# The Story of My Life
"The Story of My Life" är en låt av det svenska punkrockbandet Millencolin. Låten finns med på deras andra studioalbum Life on a Plate, men utgavs också som singel. Singeln innehåller även Dolly Parton-covern "9 to 5" och den egna låten "Dragster". Båda dessa finns utgivna på samlingsalbumet The Melancholy Collection.
Skivan utgavs på CD och 7"-vinyl av Burning Heart Records och även på 7" av brittiska Rugger Bugger Discs.
Skivans omslag är ritat av gitarristen Erik Ohlsson.

## Låtlista
1. "The Story of My Life" - 2:32
2. "9 to 5" (Dolly Parton-cover) - 3:05
3. "Dragster" - 2:03

## Personal
- Mathias Färm - gitarr
- Lars Hansson - foto
- Fredrik Larzon - trummor
- Erik Ohlsson - gitarr, omslagsbild
- Nikola Sarcevic - sång, bas
- Dan Swanö - producent

## Listplaceringar
| Lista (1995) | Topplacering |
| ------------ | ------------ |
| Sverige      | 10           |